# Rupiah Banda
Rupiah Bwezani Banda (13. února 1937 Miko, Gwanda, Jižní Rhodesie (dnes Zimbabwe) – 11. března 2022) byl zambijský politik. Od roku 2008 do roku 2011 byl prezident Zambie.

## Prezident země
Levy Mwanawasa jej jmenoval viceprezidentem Zambie v říjnu 2006. 29. června 2008 dostal prezident Levy Mwanawasa mrtvici a Banda se stal úřadujícím prezidentem Zambie. 19. srpna 2008 Mwanawasa zemřel. Banda 2. listopadu 2008 vyhrál prezidentské volby a stal řádným prezidentem Zambie.
Ve volbách v roce 2011 ale byl poražen Vlasteneckou frontou Michaela Saty. Porážku uznal a 23. září svému nástupci předal úřad.

## Vyznamenání
- velmistr Řádu zambijského orla